# Rajdowy Puchar Pokoju i Przyjaźni 1984
Rajdowy Puchar Pokoju i Przyjaźni 1984 kolejny sezon serii rajdowej Rajdowego Pucharu Pokoju i Przyjaźni (CoPaF) rozgrywanej w krajach socjalistycznych w roku 1984. Sezon ten składał się z siedmiu rajdów i rozpoczął się 10 lutego, a zakończył 15 września, mistrzem został Polak Andrzej Koper, a drużynowo wygrała ekipa ZSRR.

## Kalendarz[1]
| Runda | Data                | Nazwa rajdu           | Baza rajdu  | Nawierzchnia | Zwycięzca        | Wyniki |
| ----- | ------------------- | --------------------- | ----------- | ------------ | ---------------- | ------ |
| 1     | 10-12 lutego        | 1.Rajd Baltika        | Tallinn     | Szuter       | Vallo Soots      | Wyniki |
| 2     | 30 marca-1 kwietnia | 11. Rajd Mogürt-Salgó | Salgotarjan | Szuter       | Joel Tammeka     | Wyniki |
| 3     | 13-14 kwietnia      | 28. Rajd Sachsenring  | Zwickau     | Asfalt       | Nikolay Bolshikh | Wyniki |
| 4     | 12-13 maja          | 15. Rajd Złote Piaski | Albena      | Mieszana     | Stasys Brundza   | Wyniki |
| 5     | 22-24 czerwca       | 19. Rajd Dunaju       | Sibiu       | Mieszana     | Valeri Velikov   | Wyniki |
| 6     | 6-7 lipca           | 41. Rajd Polski       | Wrocław     | Asfalt       | Sergey Vukovich  | Wyniki |
| 7     | 14-15 września      | 16. Rajd Tatr         | Koszyce     | Mieszana     | Marian Bublewicz | Wyniki |

1. ↑  Zwycięzcą klasyfikacji generalnej 15. Rajdu Złote Piaski był Włoch Carlo Capone, Stasys Brundza w klasyfikacji generalnej zajął ósme miejsce, a wygrał klasyfikację CoPaF
2. ↑  Zwycięzcą klasyfikacji generalnej 19. Rajdu Dunaju-Dacii był Węgier Attila Ferjáncz, Valeri Velikov w klasyfikacji generalnej zajął drugie miejsce, a wygrał klasyfikację CoPaF
3. ↑  Zwycięzcą klasyfikacji generalnej 41. Rajdu Polski był Szwed Ingvar Carlsson, Sergey Vukovich w klasyfikacji generalnej zajął drugie miejsce, a wygrał klasyfikację CoPaF
4. ↑  Zwycięzcą klasyfikacji generalnej 16. Rajdu Tatr był Szwed Harry Joki, Marian Bublewicz w klasyfikacji generalnej zajął drugie miejsce, a wygrał klasyfikację CoPaF

## Klasyfikacja kierowców[1]
| Miejsce | Kierowca             | BAL | MOG | SAC | ZŁO | DUN | POL | TAT | Pkt |
| ------- | -------------------- | --- | --- | --- | --- | --- | --- | --- | --- |
| 1       | Andrzej Koper        | 28  | 9   | 8   | 4   | 2   | 2   | 8   | 207 |
| 2       | Slavcho Hristov      | 34  | 2   | 4   | 6   | 5   | 5   | 6   | 206 |
| 3       | Zdeněk Pipota        | 24  | 5   | 10  | 10  | NU  | 13  | 14  | 173 |
| 4       | Georgi Petrow        | 32  | 11  | -   | NU  | 3   | 7   | 9   | 164 |
| 5       | Józef Ważny          | 26  | 12  | 9   | 13  | 11  | NU  | 16  | 164 |
| 6       | Jan Trajbold st.     | 18  | 17  | 12  | 17  | 13  | 9   | 15  | 159 |
| 7       | János Hideg          | -   | 3   | -   | 5   | NU  | 8   | 13  | 152 |
| 8       | Jānis Lavrinovich    | 4   | -   | 14  | -   | 4   | -   | 12  | 146 |
| 9       | Vallo Soots          | 1   | -   | 7   | -   | -   | NU  | 10  | 123 |
| 10      | Viktor Moskovskich   | 11  | -   | 3   | -   | -   | 3   | NU  | 120 |
| 11      | Hristo Veselinov     | 36  | -   | -   | 11  | 9   | 12  | NU  | 112 |
| 14      | Hans-Ullrich Sonntag | NU  | -   | NU  | 18  | 12  | -   | 19  | 86  |
| 15      | Marian Bublewicz     | NU  | NU  | 2   | NU  | NU  | NU  | 1   | 96  |
| 20      | Andrzej Białowąs     | -   | NU  | 18  | 20  | -   | 10  | -   | 87  |
| 38      | Stanisław Skrzynecki | 35  | 20  | 31  | -   | -   | -   | -   | 49  |
| 46      | Paweł Przybylski     | 47  | -   | -   | -   | -   | 6   | NU  | 39  |
| 65      | Marek Ryndak         | -   | -   | -   | -   | -   | 16  | -   | 29  |

| Kolor     | Opis                   |
| --------- | ---------------------- |
| Złoty     | Zwycięzca              |
| Srebrny   | 2. miejsce             |
| Brązowy   | 3. miejsce             |
| Zielony   | Punktowane miejsce     |
| Niebieski | Ukończył nie punktował |
| Fioletowy | Nie ukończył NU        |
| Czarny    | Wykluczony X           |
| Biały     | Nie wystartował NW     |
| Puste     | Nie brał udziału       |

## Klasyfikacja zespołowa[2]
| Miejsce | Zespół | Punkty |
| ------- | ------ | ------ |
| 1       | ZSRR   |        |